# Aeroporto Internazionale di Penang
L'Aeroporto Internazionale di Penang (IATA: PEN, ICAO: WMKP) (in malese: Lapangan Terbang Antarabangsa Penang), definito come internazionale dal Department of Civil Aviation Malaysia, è un aeroporto internazionale malese situato nella Penisola della Malacca, sull'isola di Penang (a 16 km a sud di George Town), nello Stato federato di Penang.
La struttura è dotata di una pista di asfalto lunga 3352 m, l'altitudine è di 3 m, l'orientamento della pista è RWY 04-22. L'aeroporto è aperto al traffico commerciale 24 ore al giorno.